# Mosonszentmiklós
Mosonszentmiklós is een plaats (község) en gemeente in het Hongaarse comitaat Győr-Moson-Sopron. Mosonszentmiklós telt 2496 inwoners (2001).